# 쌍조건문 소거
논리학에서, 쌍조건문 소거(雙條件文消去, 영어: biconditional elimination)는 두 명제의 동치로부터 두 명제의 서로 함의를 유도하는 추론 규칙이다.

## 정의
쌍조건문 소거는 다음과 같은 두 개의 추론 규칙이다.:183, §16.3.1
{\displaystyle {\begin{matrix}P\iff Q\\\hline P\implies Q\end{matrix}}\qquad {\begin{matrix}P\iff Q\\\hline Q\implies P\end{matrix}}}
또는
{\displaystyle P\iff Q\vdash P\implies Q\qquad P\iff Q\vdash Q\implies P}
여기서
- {\displaystyle P}, {\displaystyle Q}는 논리식을 나타내는 메타 변수이다.
- {\displaystyle \iff }는 동치이다.
- {\displaystyle \implies }는 함의이다.
- 수평선은 증명 과정의 이웃한 두 단계를 구분하는 메타 논리 기호이다.
- {\displaystyle \vdash }는 왼쪽에 놓인 논리식들로부터 오른쪽에 놓인 논리식을 증명할 수 있음을 나타내는 메타 논리 기호이다.

## 성질
직관 논리에서 성립하며, 따라서 고전 논리를 비롯한 모든 초직관 논리에서 성립한다.

## 같이 보기
- 쌍조건문 도입